# Sooners

## Storia
Con il nome Sooners sono designati quei coloni statunitensi che si sono insediati nelle Unassigned Lands (territori ceduti agli Stati Uniti da alcuni raggruppamenti di nativi americani dopo la guerra di secessione), nell'attuale stato dell'Oklahoma, prima che il presidente Benjamin Harrison desse il via ufficialmente, il 22 aprile 1889, alla "corsa" all'appropriazione dei terreni, la cosiddetta prima Land Rush (cui ne seguirono altre). Il nome deriva dalla "clausola sooner" della Proclamation 288 - Opening to Settlement Certain Lands in the Indian Territory firmata da Harrison: a coloro che avessero preso possesso dei terreni prima dell'entrata in vigore effettiva (a mezzogiorno del 22 aprile) della Land Rush non sarebbe stato riconosciuto alcun diritto alla proprietà.
Secondo la Encyclopedia of Oklahoma History and Culture l'espressione "Sooner" ebbe inizialmente connotati negativi, che cominciarono tuttavia a venir meno con la formazione dello stato, al punto che, a partire dagli anni '20, lo stato dell'Oklahoma è stato soprannominato "stato Sooner".

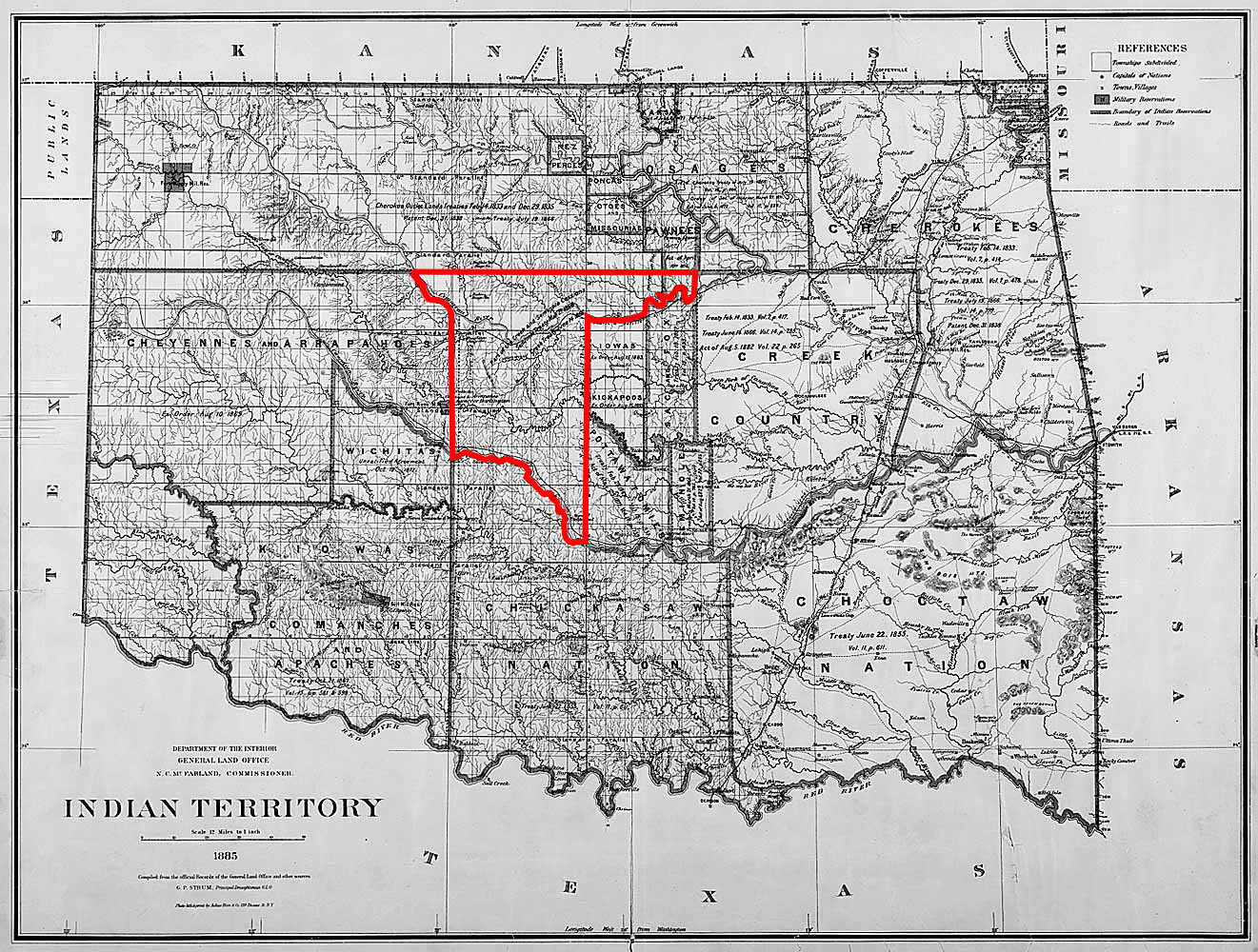
Le "Unassigned lands" nel 1885

### Caratteristiche
Molto spesso i sooners erano funzionari dell'United States Marshals Service, prospettori territoriali, dipendenti delle ferrovie e altre figure che avevano facoltà di entrare nei territori in questione prima dei termini stabiliti. I sooners che entrarono illegalmente nei territori di notte furono originariamente denominati "moonshiners" perché sfruttavano il chiarore lunare: nascondendosi nottetempo sugli insediamenti riuscivano a rivendicare il possesso della terra, affiggendo gli appositi paletti segnalatori prima che potessero farlo i coloni "legali". 

### Relazione con i boomers
I Boomers, che precedettero i sooners di un decennio, erano coloro che ritenevano le Unassigned Lands essere proprietà pubblica alla stessa stregua di tutte le altre, e quindi soggette all'Homestead Act del 1862, secondo il quale ciascun colono poteva liberamente rivendicare il possesso di 160 acri (0,65 km²) di terreno pubblico. Più volte dovette intervenire l'esercito per liberare i terreni occupati dai boomers.
I coloni legali si trovarono molto spesso a rivaleggiare con i sooners o con i boomers: nel 1895, ad esempio, circa metà della terra assegnabile era già occupata dai sooners. Le controversie si protrassero nel XX secolo avanzato, fino a che l'arbitrato fu assunto dal Dipartimento degli Interni degli Stati Uniti d'America .  

## Nello sport
Nel 1908 l'Università dell'Oklahoma adottò il soprannome Sooners per la propria squadra di football americano, dopo aver per breve tempo utilizzato i nomignoli Rough Riders e Boomers. L'inno della squadra è Boomer Sooner, e, a modo di mascotte inanimata dell'università funge il carro coperto (schooner) tipico del XIX secolo, detto Sooner Schooner.